# PraWFDepowiedziafszy
PraWFDepowiedziafszy – czwarty studyjny album polskiego zespołu hip-hopowego Warszafski Deszcz. Został wydany 16 czerwca 2011 roku nakładem wytwórni Wielkie Joł. Na płycie gościnnie wystąpili: Agata Sieradzka znana jako Setka oraz Piotr Dymała.
Nagrania były promowane trzema teledyskami: "Gdzie tamte dziewczyny?", "PraWFDepowiedziafszy" i "Czarny i biały".

## Lista utworów
Opracowano na podstawie źródła.
1. "Pierdolone talkshow" (produkcja: Erio, scratche: DJ Abdool) - 5:10
2. "Gdzie tamte dziewczyny?" (produkcja: Tede) - 4:24
3. "Czarny i biały" (produkcja: Tede) - 3:45
4. "Piątek" (produkcja, scratche: Qciek)[A] - 4:15
5. "PraWFDepowiedziafszy" (produkcja: Tede, scratche: DJ Abdool)[B] - 4:57
6. "Czwartek" (produkcja: Tede) - 3:57
7. "Miasto tonie w rapie" (gościnnie: Setka, produkcja: Tede) - 3:41
8. "Wkurwiony świat" (gościnnie: Piotr Dymała, produkcja: Tede)[C] - 3:57
9. "Być kimś w życiu" (produkcja: Tede) - 3:58
10. "Nie bądź tak sobą" (produkcja: Zbylu, scratche: DJ Macu, DJ Abdool) - 3:14
11. "Brudny rap" (produkcja: Sir Michu) - 3:38
12. "Dzień świstaka" (produkcja: Zbylu) - 3:59
13. "Zrobiliśmy coś ważnego" (gościnnie: Setka, produkcja: Tede) - 6:46

Notatki
- A^ W utworze wykorzystano sample z piosenki  "Disco Strut" w wykonaniu Cream De Coco[11].
- B^ W utworze wykorzystano sample z piosenek "Brute" w wykonaniu Louisa Clarka[11].
- C^ W utworze wykorzystano sample z piosenki "Rainy Night in Georgia" w wykonaniu Randy Crawford[11].